# Wim Lagendaal
Willem Lagendaal (né le 13 avril 1909 à Rotterdam et mort le 6 mars 1987) était un joueur de football international néerlandais.

## Biographie

### Club
On sait peu de choses sur la carrière de club, sauf que Lagendaal a évolué dans une des équipes du championnat néerlandais, le Xerxes, un club de sa ville natale.

### International
Au niveau international, il participe à sa première sélection avec l'équipe des Pays-Bas de football le 2 novembre 1930 lors d'une défaite 6-3 à Zurich contre la Suisse. Il joue 15 matchs et inscrit 13 buts.
Il est convoqué par l'entraîneur anglais Bob Glendenning pour participer à la coupe du monde 1934 en Italie, mais il ne joue pas le seul match des Oranje lors de la compétition.
Il joue son dernier match international le 12 mai 1935 lors d'une victoire 2-0 à Bruxelles contre la Belgique.